# Deutsche Newcomercharts
Die Deutschen Newcomercharts war eine Chartauswertung des Marktforschungsunternehmens Media Control GfK International, die wöchentlich veröffentlicht wurde. Sie beinhaltete die erfolgreichsten neuen Musiker und Musikgruppen auf dem deutschen Musikmarkt und galt als offizielle Chartliste in Deutschland.

## Allgemeine Informationen und Qualifikationskriterien
Die Newcomercharts wurden im Auftrag des Bundesverband Musikindustrie vom deutschen Marktforschungsunternehmen Media Control GfK International ermittelt und publiziert. Sie erfassten Verkäufe von Bild- beziehungsweise Tonträgern sowie Downloads. Die Einführung der Deutschen Newcomercharts erfolgte am 18. Februar 2009 als wöchentliche Top-100-Hitparade für Musikalben. In dieser Chartliste wurden nur Alben von Musikern berücksichtigt, die bislang noch niemals in den Newcomercharts oder den offiziellen Album Top 100 platziert waren. Das Pendant hierzu sind in den Vereinigten Staaten die Heatseekers Charts. Die Newcomercharts bildeten einen Auszug aus den regulären Album Top 100 ab, in denen Verkäufe unabhängig von jeglichen Repertoire-Segmenten erfasst werden. Eine parallele Platzierung eines Produktes sowohl in den Album Top 100 als auch in den Newcomercharts war daher nicht nur grundsätzlich möglich, sondern die Regel. Der Status bezüglich dieser Chartauswertung ist unbekannt, letztmals berichtete die GfK Anfang Januar 2013 darüber. Im Februar 2025 wurden mit den Breakthrough Artistcharts ein Nachfolger eingeführt, der sich mit einem ähnlichen Konzept auf die Durchstarter in den Singlecharts konzentriert.

## Jahrescharts
| 1. Pietro Lombardi – Jackpot 2. Bruno Mars – Doo-Wops & Hooligans 3. Tim Bendzko – Wenn Worte meine Sprache wären 4. Die Priester – Spiritus Dei 5. Sarah Engels – Heartbeat | 1. Lana Del Rey – Born to Die 2. Cro – Raop 3. Santiano – Bis ans Ende der Welt 4. Ivy Quainoo – Ivy 5. Daniele Negroni – Crazy 6. Leo Rojas – Spirit of the Hawk 7. Luca Hänni – My Name Is Luca 8. Of Monsters and Men – My Head Is an Animal 9. Kraftklub – Mit K 10. Nolwenn Leroy – Bretonne |